# Webbrowser

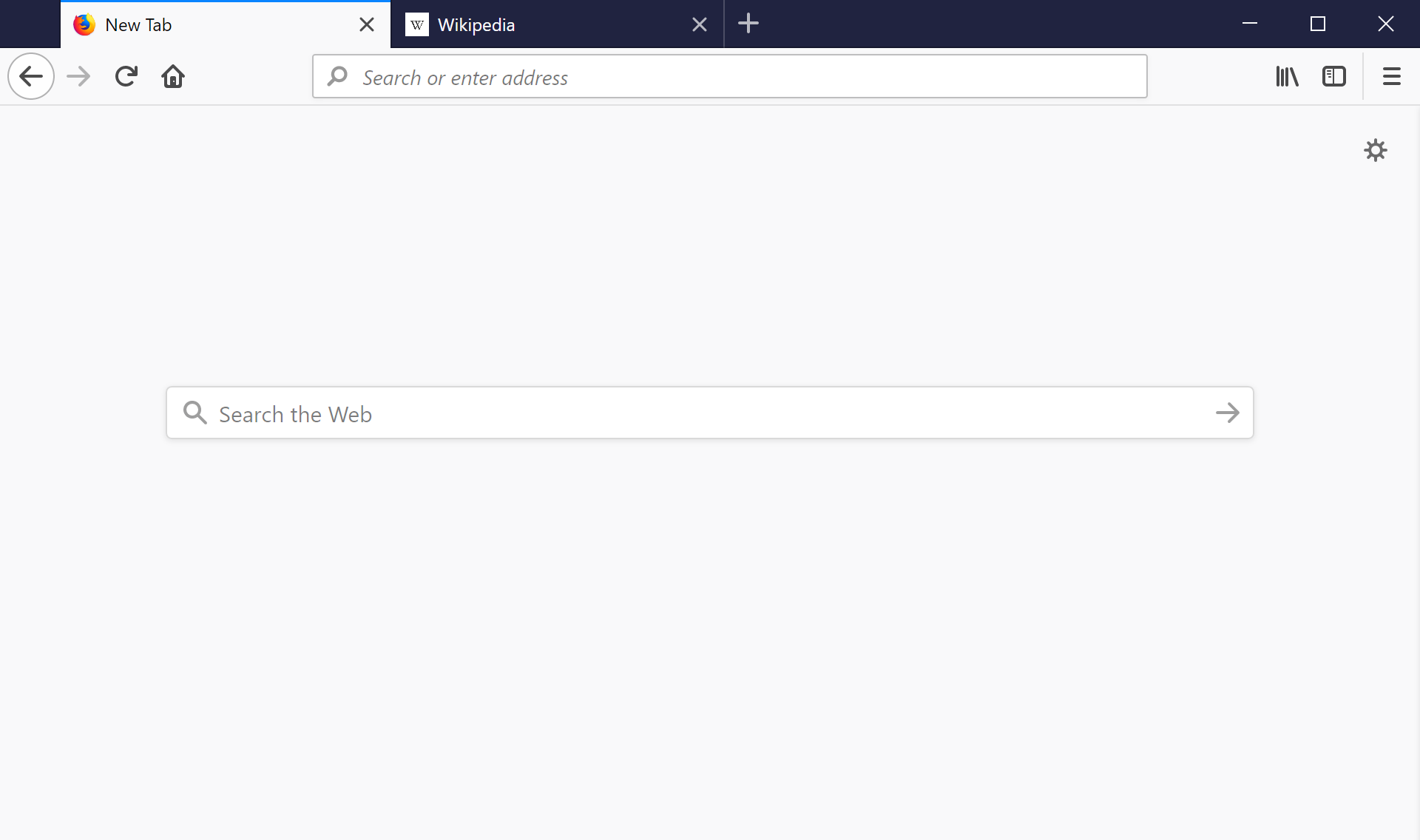
Webbrowser Mozilla Firefox 57.0 unter Windows 10

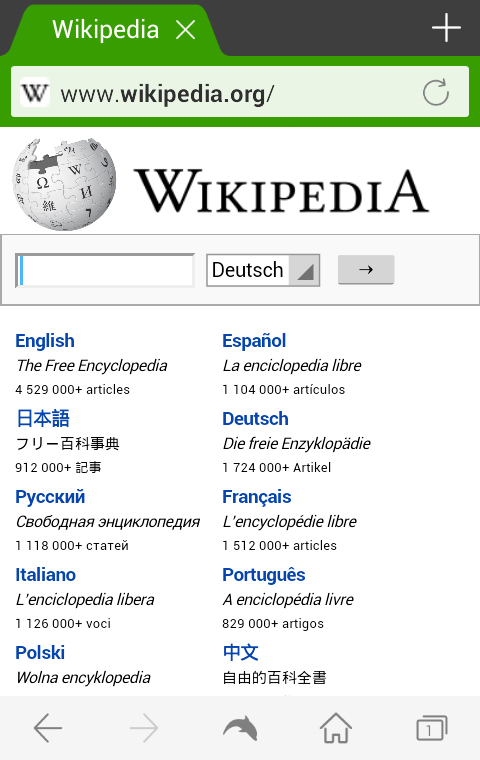
Mobiler Webbrowser Dolphin Browser auf Android

Webbrowser oder allgemein auch Browser ([ˈbɹaʊ̯zə(ɹ)], zu englisch to browse ‚stöbern‘) sind Computerprogramme zur Darstellung von Webseiten im World Wide Web oder allgemein von Dokumenten und Daten.
Webbrowser stellen die Benutzeroberfläche für Webanwendungen dar.

## Browser und Webbrowser
Ursprünglich bezeichnete der aus dem Englischen entlehnte Begriff browsen am Computer lediglich das Nutzen von Navigationselementen („Vor“, „Zurück“, „Index“ etc.) zum Lesen von Texten bzw. Textdateien. Erweitert wurde dieser Begriff später durch das Aufkommen von Hypertext, bei dem man bestimmte als Querverweis (auch „Hyperlinks“ genannt) wirkende Wörter auswählen kann, um zu einem anderen Text zu gelangen. Später kamen Funktionen zur Anzeige von Bildern dazu und auch sogenannte verweissensitive Grafiken, bei denen man auf einer Computergrafik einen Bereich (zum Beispiel bei einer Weltkarte) anklickt und dadurch zu einer verlinkten Textseite (zum Beispiel über ein bestimmtes Land) gelangt. Des Weiteren existieren PDF-Browser zur Navigation und Recherche in PDF-Büchern, -Magazinen, -Abhandlungen etc., die auch Hyperlinks und audiovisuelle Medien enthalten können.

## Bedienung
Der Großteil der Benutzeroberfläche eines heutigen Webbrowsers wird in der Regel zur Anzeige von Inhalten genutzt. Diese können durch Eingabe in eine Adressleiste erreicht werden. Zudem besitzen Browser eine definierte Startseite, die beim Öffnen angezeigt wird und bei der es sich z. B. um ein Internetportal oder eine Websuchmaschine handelt.
Daneben verfügen Browser über Schaltflächen, mit denen der Benutzer zu zuvor besuchten Seiten sowie zur Startseite navigieren kann. Die URL einer Website kann als Lesezeichen gespeichert werden, um weitere Besuche der Webseite zu vereinfachen.
Die meisten Browser unterstützen Tabbed Browsing, was es ermöglicht, mehrere Seiten in verschiedenen Registerkarten zu öffnen. Neben diesen Basisfunktionen lassen sich Browser über Plug-ins häufig mit weiteren Funktionen ausstatten.

Kopfzeile eines Webbrowsers mit den Schaltflächen Seite zurück und Seite vorwärts, der Adressleiste und zwei geöffneten Registerkarten (Tabs)

## Einsatzgebiete
Browser werden auf Computern eingesetzt – wozu im weiteren Sinne auch mobile Endgeräte (wie PDAs oder Smartphones) zu zählen sind. Auch diese verfügen über Browsersoftware für den Zugriff auf das World Wide Web. Der erste Mobilgeräte-Browser „PocketWeb“ wurde 1994 am TecO für den Apple Newton entwickelt. Heutige Mobilgeräte-Browser sind zum Beispiel Opera Mini, Firefox Mobile, Dolphin Browser, Boat Browser, Google Chrome, Apple Safari und Skyfire.

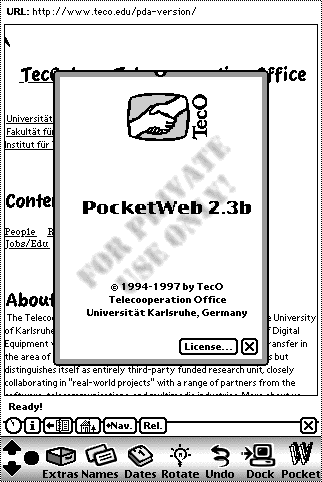
PocketWeb, der erste Webbrowser für ein mobiles Endgerät

Aufgrund ihrer großen Verbreitung haben Webbrowser eine wichtige Funktion als sogenannte Thin Clients von Webanwendungen (siehe Schichtenarchitektur).
Mit dem fortschreitenden Trend zum Internet und später Multimedia wandelte sich der Webbrowser zur zentralen Anwendersoftware auf einem heute üblichen PC. Heutige Browser zeigen Inhalte wie Computergrafiken, Musik, Radio oder Filme und benutzen dazu gegebenenfalls externe Bausteine, wie Java-Applets oder sogenannte Plug-ins.
Zudem lassen sich damit Programme oder Dateien auf den PC laden („herunterladen“), um sie dort zu speichern und gegebenenfalls zu einem späteren Zeitpunkt zu öffnen oder auszuführen.
Insbesondere die Verbreitung von Breitband-Internetzugängen förderte diese zentralen Funktionen heutiger Webbrowser. Somit verschwimmt zunehmend auch der Unterschied zu einem Dateimanager, der ursprünglich ausschließlich zum Öffnen, Kopieren oder Löschen von Dateien verwendet wurde. Viele Dateimanager haben heute auch Browser-Funktionen („Datei-Browser“) und können so auch zum Anzeigen von Dokumenten verwendet werden.
Oft lässt sich ein Webbrowser auch für Tätigkeiten am lokalen Computer einsetzen, sofern funktionale Einheiten in der Lage sind, gemäß HTTP mit dem Webbrowser zu „kommunizieren“. Der Vorteil hierbei besteht darin, dass dafür kein eigenes Programm auf dem Rechner installiert werden muss. Dabei spielen auch Überlegungen zur Sicherheit des jeweiligen Computersystems eine Rolle.
Inzwischen haben auch viele netzwerkfähige Geräte eine Webschnittstelle und können so mit einem Browser bedient werden.

### Weitere Funktionen

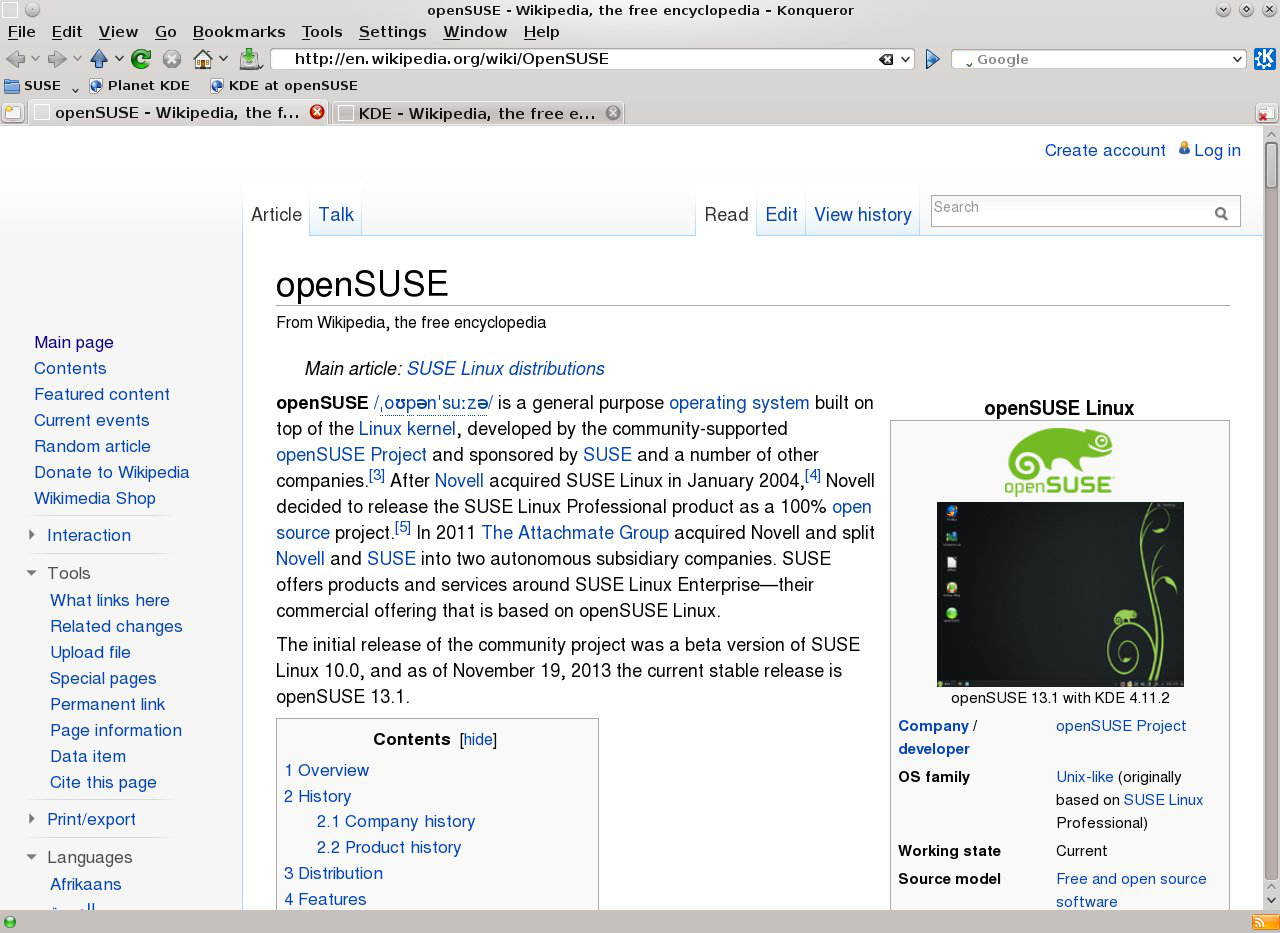
Konqueror, der Webbrowser des KDE-Projektes Version 4.11.5

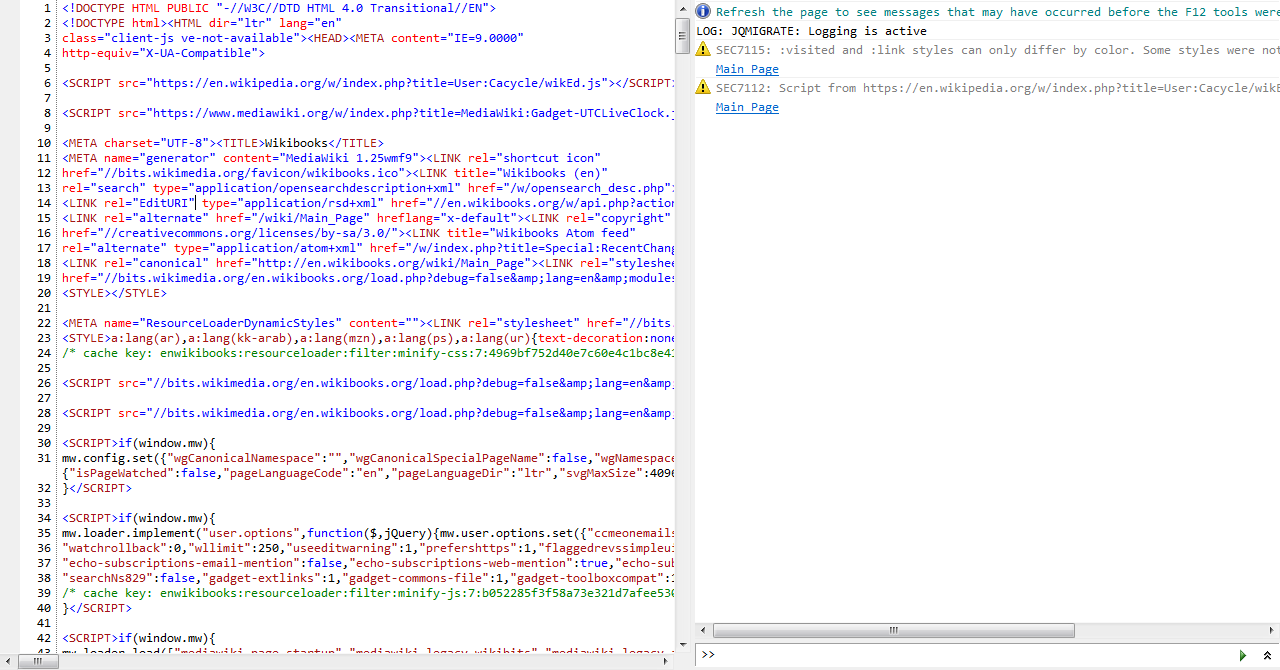
Entwicklertools-Menü

Webbrowser beherrschen neben HTTP weitere Protokolle der Anwendungsschicht des TCP/IP-Referenzmodells, zum Beispiel FTP. Einige Webbrowser haben auch Funktionen für E-Mail, Usenet oder BitTorrent. Andere decken diese Funktionen durch externe Programme ab. So werden heute manche Browser (wie Mozilla oder Opera) als Browser-Garnitur mit integrierten Funktionen für zum Beispiel E-Mail und Usenet ausgeliefert. Andere, wie Internet Explorer und Konqueror, sind kombinierte Browser und Dateimanager. In den letzten Jahren hat wiederum eine Gegenbewegung eingesetzt, die sich für Browser ohne solche Zusatzfunktionen einsetzt, wie zum Beispiel Galeon und Firefox. Diese können jedoch durch installierbare Erweiterungen angepasst werden, so dass weitere Funktionen mit dem Browser ausgeführt werden können. Beispielsweise kann Firefox nach Installation von ChatZilla am Internet Relay Chat teilnehmen.
Eine weitere wichtige Funktion, die Webbrowsern zukommt, ist die Anmeldung bei Benutzerkonten im Internet. Hierzu wird der Benutzer aufgefordert, einen Benutzernamen und ein Kennwort in einer Eingabemaske einzugeben, wobei die Zeichen des Kennworts in der Regel nicht im Browserfenster angezeigt werden. Für eine möglichst sichere Kommunikation mit einem Rechnernetzwerk haben einige Webbrowser erweiterte Sicherheitsfunktionen mit zusätzlichen Authentifizierungsfaktoren, wie zum Beispiel nach den Standards der FIDO-Allianz eingebaut.

## Spezielle Browser

### Textbasierte Browser

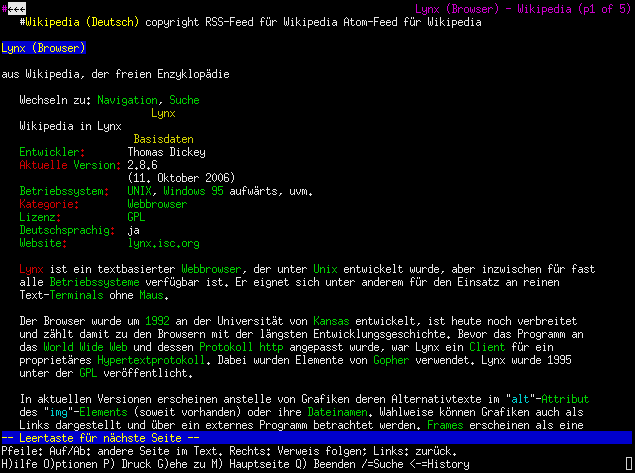
Der textbasierte Webbrowser Lynx

Manche Browser können nach wie vor nur einfachen Text darstellen. Solche Browser werden auch textbasierte Browser genannt. Meist ermöglichen sie es, Computergrafik-Dokumente abzuspeichern oder mit externen Programmen darzustellen. Textbrowser eignen sich besonders zur schnellen Recherche, da Bilder, Werbung und Ähnliches gar nicht geladen werden. Beispiele für textbasierte Browser sind Links, Line Mode Browser, ELinks, Lynx und w3m. Opera kann einen Textbrowser nachahmen.

### Offline-Browser
Offline-Browser arbeiten offline, also ohne Internetverbindung. Sie verwenden ausschließlich lokale Inhalte oder lokale Kopien von Web-Inhalten. Vorrangiges Einsatzgebiet sind nicht-internetfähige Rechner. Zur Herstellung geeigneter Offline-Kopien von Webseiten sind spezielle Programme wie wget oder HTTrack erforderlich. Auch viele reguläre Webbrowser lassen sich in einen Offline-Modus umschalten, wobei diese dann ihre Daten (sofern vorhanden) aus dem sogenannten Browser-Cache laden. Zudem werden Browser-Caches genutzt, um bereits betrachtete Seiten beim nächsten Besuch nicht neu herunterladen zu müssen.

### Standortbezogene Browser (Site-specific browser)
Ein standortspezifischer Browser (SSB) ist eine Anwendungssoftware, die für den Zugriff auf Webseiten aus einer einzigen Quelle (Website) in einem Rechnernetz wie dem Internet oder einem Intranet bestimmt ist. SSBs sollen die Funktionen eines Webbrowsers vereinfachen.

### KI-Browser
Ein KI-Browser ist ein Webbrowser, der künstliche Intelligenz (KI) in die Nutzeroberfläche integriert, um das Surfen effizienter und benutzerfreundlicher zu gestalten. Im Gegensatz zu bisherigen Browsern werden bei KI-Browsern viele Routineaufgaben direkt von der KI übernommen. Beispiele dazu sind Reservationen vornehmen, Formulare ausfüllen und online einkaufen. Die ersten KI-Browser kamen 2023 auf den Markt.

## Geschichte

Grafische Darstellung der Entwicklung der Webbrowser

Tim Berners-Lee, ein Pionier des Hypertextes, entwickelte ab 1989 am CERN bei Genf (Schweiz) den ersten Webbrowser und -editor unter dem Namen WorldWideWeb (später Nexus) auf einer NeXT-Workstation. Eingelagerte Grafiken öffneten sich noch nicht automatisch, sondern mussten erst angeklickt werden. Im November 1990 beauftragte er Nicola Pellow mit der Entwicklung des minimalistischen Line Mode Browsers, der nur Text darstellen konnte, dafür aber auf „praktisch allen“ Rechnern lief. Weihnachten 1990 waren beide Browser präsentationsreif.
Im August 1991 machte Berners-Lee das Projekt und beide Browser in der Newsgruppe alt.hypertext öffentlich bekannt.

### Mosaic
Größere Verbreitung fand nach dem unzureichenden WWW/Nexus der Browser NCSA Mosaic, eine Software mit grafischer Benutzeroberfläche (GUI) und sich automatisch vollständig aufbauendem Seitendesign, die ursprünglich auf Unix lief, aber bald schon auf Apple Macintosh und Windows portiert wurde. Die Version 1.0 von Mosaic, für Microsoft Windows, erschien am 11. November 1993.

### Netscape
Marc Andreessen, Leiter des Entwicklerteam Mosaics, erkannte die kommerziellen Möglichkeiten des Internets und gründete Netscape Communications. Das Unternehmen brachte seinen Navigator im Oktober 1994 auf den Markt. Er war ein gegenüber NCSA Mosaic verbesserter Webbrowser mit schnellerem Seitenaufbau. Netscape verbreitete sich sehr schnell und verdrängte Mosaic fast vollständig; für einige Jahre wurde er Marktführer im rasanten Wachstum des Internets. Das Unternehmen wurde Ende 1998 von AOL (America Online) aufgekauft. Neue Versionen von Netscape (Netscape 6.0, Netscape 7.0) hatten nur bescheidenen Erfolg. Insbesondere Netscape 6.0 wurde zu einem Fehlschlag. Am 1. März 2008 wurden die Weiterentwicklung und der Support eingestellt.

### Internet Explorer
Aufgrund des Erfolgs des Netscape Navigators brachte Microsoft, das bis dahin das Internet unterschätzt hatte, 1995 seinen Internet Explorer heraus, der nicht selbst entwickelt, sondern vom Unternehmen Spyglass (NCSA Mosaic) eingekauft worden war. Mit Erscheinen des Internet Explorers begann ein Verdrängungswettbewerb zwischen den Browser-Herstellern Microsoft und Netscape (siehe Browserkrieg).
Dabei konnte sich Microsoft den Wettbewerbsvorteil zunutze machen, Hersteller des Betriebssystems Windows zu sein und mit jeder Installation des Betriebssystems auch den hauseigenen Browser mitauszuliefern, sodass er wie selbstverständlich sofort benutzt wurde. Dieser Wettbewerbsvorteil führte zur Entscheidung BrowserChoice.eu der EU im Dezember 2009, eine Browserwahl im Betriebssystem Microsoft Windows einzuführen.
Eine Folge dieses Wettbewerbs war zum einen eine starke Verbreitung beider Browser. Andererseits führte die Konkurrenz zwischen Microsoft und Netscape dazu, dass die beiden Firmen in ihrem Wettkampf um Marktanteile eine Vielzahl selbsterfundener Erweiterungen in ihre Programme integrierten, die vom jeweiligen Konkurrenzprodukt zunächst nicht unterstützt wurden. Letztlich gelang es Microsoft, den Konkurrenten Netscape vom Markt weitgehend zu verdrängen.

### Mozilla Firefox
Netscape reagierte auf seine Marktanteilverluste, indem es sich zu einem Open-Source-Projekt umwandelte. Unter dem neuen Namen Mozilla wurde die Internet-Suite weiterentwickelt.
Später wurde der Webbrowser ausgegliedert und zunächst Phoenix, später Firefox genannt. Er wird durch den E-Mail-Client Thunderbird ergänzt, während Mozilla noch einen integrierten E-Mail-Client besaß. Die Versionen 1.0 von Firefox und Thunderbird erschienen nach einer längeren Betaphase im Dezember 2004.
Während die Mozilla-Entwickler zuvor darauf bedacht gewesen waren, möglichst alle wichtigen Internetfunktionen wie Webbrowser, E-Mail-Programm, Adressbuch und HTML-Editor in einem Programmpaket (Mozilla Application Suite) zusammenzufassen, strebten sie später die Veröffentlichung einzelner, voneinander unabhängiger Komponenten an. Das Ziel der Entwicklung war ein schneller Programmstart und geringere Speicher- und Rechenzeitauslastung. Gleichzeitig sollte die Entwicklung der einzelnen Komponenten ausgebaut und vorangetrieben werden.
Die Webbrowser-Funktion übernahm Mozilla Firefox. Die E-Mail-Funktion wurde unter dem Namen Mozilla Thunderbird ausgelagert, der Kalender wird unter dem Namen Mozilla Sunbird und der HTML-Editor zunächst als Nvu, nun als BlueGriffon weiterentwickelt. Die offizielle Mozilla Application Suite 1.7 wurde lediglich mit Sicherheitsaktualisierungen versorgt. Allerdings arbeitet seit Mitte 2005 ein Community-Projekt an der Weiterentwicklung der Application Suite unter dem Namen SeaMonkey.

### Opera
Der Browser Opera erschien in der ersten Version 1996. Opera ist für eine Vielzahl von Betriebssystemen und Benutzersprachen verfügbar. Opera war einer der ersten Browser, die Tabs und einen Pop-up-Blocker fest integriert hatten.
Nintendos Spielkonsole Wii und der Nintendo DS verwenden den Opera-Browser, um Internetdienstleistungen anzubieten. Ebenso setzen Sony, Loewe und bald auch Samsung bei der aufkommenden Verschmelzung von TV und Internet auf Opera.
2013 ersetzte Opera beim Sprung von Version 12.17 auf 15 seine Browser-Engine Presto durch Googles neue Browser-Engine Blink und vollzog auch durch Beschränkung des üppigen Funktionsumfangs einen Paradigmenwechsel.

### Safari
Safari ist ein Browser des Unternehmens Apple. Er wurde im Januar 2003 veröffentlicht und ist seit Mac OS X Panther (10.3) der Standardbrowser, der den bis dahin genutzten Internet Explorer ersetzte. Die Versionen 3.0 bis 6 waren auch für Windows verfügbar. Auf Mobilgeräten wird Safari auch unter iOS eingesetzt. Der Browser-Engine WebKit liegt die KHTML-Bibliothek des KDE-Projekts zugrunde, die von Apple an eigene Bedürfnisse angepasst und freien Entwicklern wieder als Open Source zur Verfügung gestellt wurde. Safari war einer der ersten Browser, die den Acid3-Test bestanden.

### Google Chrome
Am 2. September 2008 brachte Google den Webbrowser Chrome als Beta-Version für Windows heraus. Im Dezember 2008 wurde die erste stabile Version veröffentlicht. Chrome ist für Windows, Linux, macOS, iOS und Android erhältlich.

### Microsoft Edge
Am 30. März 2015 brachte Microsoft den Browser Microsoft Edge (Codename Spartan) als Vorabversion heraus, die endgültige Version erschien zusammen mit Windows 10 am 27. August 2015. Microsoft Edge ersetzte den Internet Explorer, der aber noch in Windows integriert ist.

### Vivaldi
Vivaldi ist ein Browser des kleinen Unternehmens Vivaldi Technologies, das Opera-Mitgründer Jon Stephenson von Tetzchner nach seinem Ausscheiden dort 2013 gründete, um an die Opera-Version 12.17 für anspruchsvolle oder professionelle Benutzer anzuknüpfen und vor allem dessen Linie des Dialogs mit der Community der Nutzer fortzuentwickeln. Am 27. Januar 2015 wurde die erste von vier Vorversionen als funktionstüchtige „Technical Preview“ veröffentlicht, am 3. November 2015 folgte das erste von drei Beta-Releases. Schließlich wurden am 4. April 2016 das offizielle Release 1.0 gelauncht.

### Kompatibilität und Standardkonformität
Das World Wide Web Consortium (W3C) organisiert die Standardisierung der das World Wide Web betreffenden Techniken. Diese Standards wurden in der Vergangenheit und auch noch heute von einigen Browserherstellern nur teilweise oder abweichend umgesetzt beziehungsweise erweitert. Dies macht die Programmierung von browserunabhängigen Webanwendungen wegen des hohen Testaufwandes zum Teil schwierig und zeitaufwendig. Die Standardkonformität eines Browsers kann mit den Acid-Tests geprüft werden.
Des Weiteren werden immer noch weltweit in nicht zweifelsfrei repräsentativen Stichproben in über 5 Prozent deutlich veraltete Browserversionen des Internet Explorers genutzt. In Deutschland ergibt sich ein anderes Bild, hier sind (ältere) Firefoxversionen häufiger.
Auf Abwärtskompatibilität einer Webseite sollte daher im Sinne einer guten Erreichbarkeit und Anzeigequalität von seriösen Webdesignern beim Angebot hingewiesen und auch im fertigen Produkt getestet werden.

## Verbreitung

Weltweite Marktanteile verschiedener Webbrowser

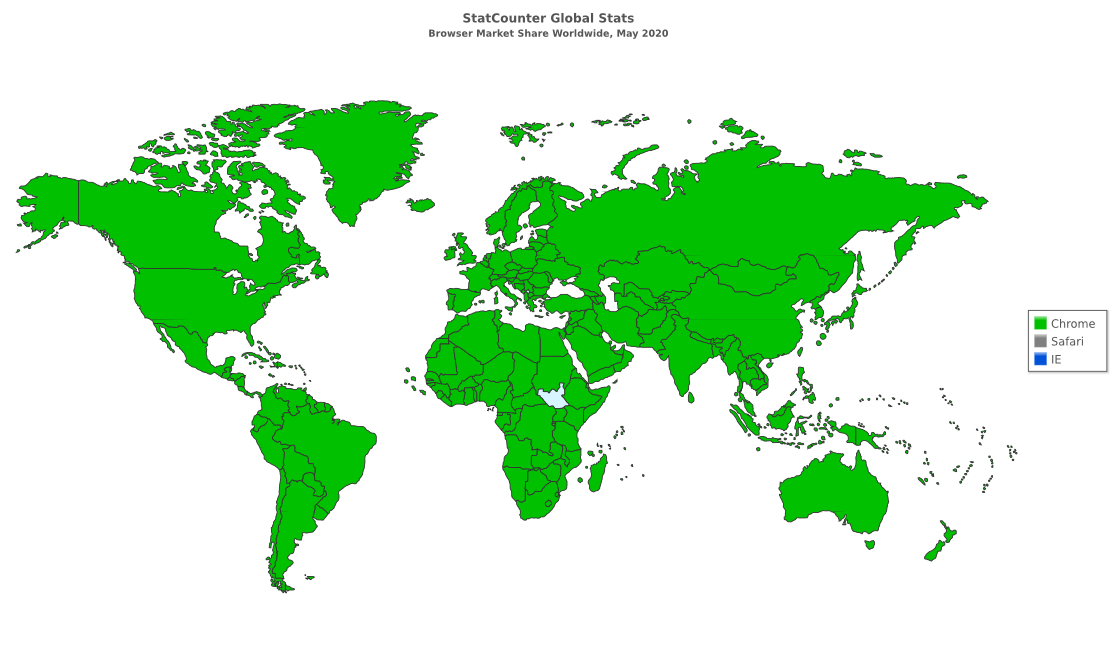
Stand Mai 2020 lt. Statistik von StatCounter meistverwendete Browser nach Ländern.
Die Statistik für Januar 2021 ist über folgenden Weblink abrufbar: Mit dem Mauszeiger dann über ein Land fahren und es wird die jeweilige Statistik für das Land angezeigt.

Die tatsächliche Verbreitung eines Webbrowsers ist nicht zweifelsfrei feststellbar. Verschiedene Anbieter veröffentlichen Statistiken über die Verbreitung von Webbrowsern aufgrund unterschiedlicher häufig recht begrenzter Datenbasen. Da die generelle Verbreitungsrate eines Browsers von verschiedensten Faktoren beeinflusst wird, sind diese Statistiken unterschiedlich aussagekräftig und kommen zu teilweise stark unterschiedlichen, scheinbar widersprüchlichen Ergebnissen. So schwankt die Verbreitung eines Browsers je nach Themengebiet einer aufgerufenen Webseite, Herkunftsregion der aufrufenden Person und dem Zeitpunkt der Messung. Beispielsweise können Benutzer an ihrem Arbeitsplatz an die Verwendung eines vorgegebenen Webbrowsers gebunden sein, privat jedoch einen anderen Browser bevorzugen und verwenden. Auch verschiedene Ereignisse führen zu starken Schwankungen. So steigt der Marktanteil bei der Veröffentlichung einer neuen Hauptversion oder sinkt beim Bekanntwerden einer Sicherheitslücke.
Insgesamt geben Browserstatistiken nur die grobe Verteilung und ggf. Trends an, da jede Statistik nur auf der Auswertung der Logdateien ausgewählter Websites beruht und es keine unbestritten repräsentative Auswahl dafür zu verwendender Websites gibt.
Die Messungen werden in der Regel anhand des sogenannten User-Agent-Headers durchgeführt, mit der sich der verwendete Browser identifizieren lässt und die dieser bei jeder Anfrage an den Server übermittelt. Bei praktisch allen Browsern kann diese Kennung vom Benutzer verändert werden.
Entwicklung der Marktanteile nach Statcounter
| Webbrowser        | 2010–2011 | 2012–2013 | 2014–2015 | 2016–2017 | 2018–2019 | 2020–2021 | 2022–2023 |
| ----------------- | --------- | --------- | --------- | --------- | --------- | --------- | --------- |
| Chrome            | 15 %      | 32 %      | 42 %      | 51 %      | 61 %      | 65 %      | 64 %      |
| Safari            | 6 %       | 1–        | 14 %      | 14 %      | 15 %      | 18 %      | 19 %      |
| Microsoft Edge    | –         | –         | –         | –         | –         | 2 %       | 5 %       |
| Mozilla Firefox   | 28 %      | 19 %      | 12 %      | 7 %       | 5 %       | 4 %       | 3 %       |
| Samsung Internet  | –         | –         | –         | 3 %       | 3 %       | 3 %       | 3 %       |
| Opera             | 3 %       | 4 %       | 4 %       | 5 %       | 3 %       | 2 %       | 3 %       |
| UC Browser        | –         | –         | 4 %       | 8 %       | 5 %       | 1 %       | 1 %       |
| Android           | 1 %       | 4 %       | 7 %       | 3 %       | 1 %       | –         | 1 %       |
| Internet Explorer | 45 %      | 26 %      | 14 %      | 5 %       | 3 %       | 1 %       | –         |
| Sonstige          | 2 %       | 5 %       | 3 %       | 4 %       | 4 %       | 4 %       | 1 %       |